# Dijksterburen
Dijksterburen (Fries: Dyksterbuorren) is een buurtschap in de gemeente Súdwest-Fryslân, in de Nederlandse provincie Friesland. Dijksterburen ligt aan de Waddenzee, tussen Harlingen en Zurich aan de gelijknamige weg. De buurtschap bestaat uit een tweetal boerderijen tegen de N31.
Bij de plaats liggen een aantal kribben in de Waddenzee. Op deze plek was een tijd een aanlegplaats voor haringvissers, later een populaire zwemplek, bekend als De Brijkom.

## Geschiedenis
De oorsprong van de buurtschap ligt zoals de plaatsnaam suggereert als een nederzetting (buren) bij de dijk. Mogelijk werd de plaats in 1543 genoemd als Dixherne, maar helemaal zeker is dat niet. Dan zou de plaatsnaam van oorsprong duiden op een hoek van de dijk die het beschermde van de Waddenzee. In ieder geval werd het in 1664 vermeld als Dycksterhuysen.
Opvallend is dat rond 1700 de plaats niet apart wordt aangeduid in tegenstelling tot de meeste oude buurtschappen van Friesland. In de 18e eeuw wordt de plaats toch weer vermeld als Dijksterburen. In de 19e eeuw kwam daarnaast ook de benaming Dijksterhuizen voor.

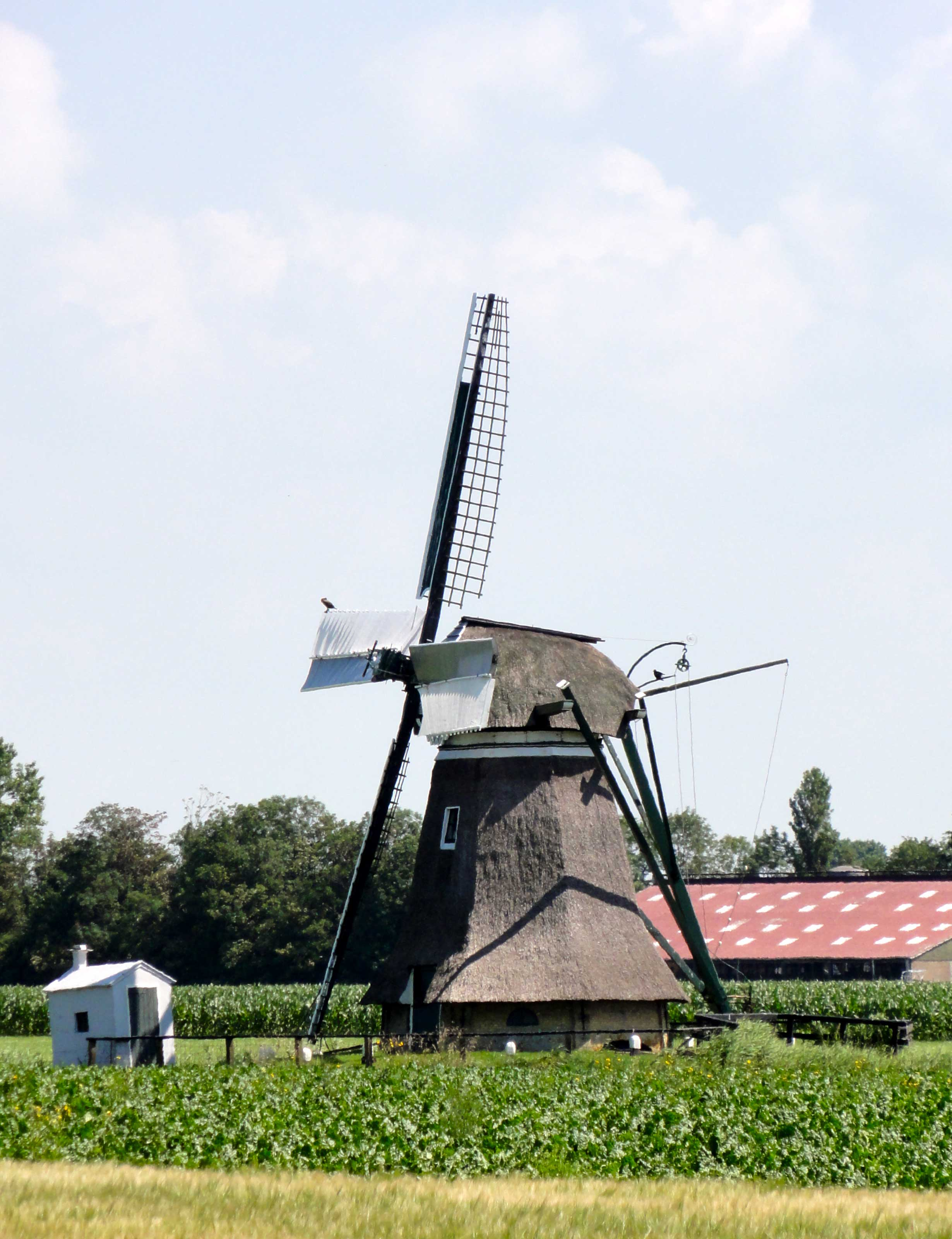
De Eendracht

In 1915 werd bij Dijksterburen op het strand een zeemijn tot ontploffing gebracht, nadat deze was aangespoeld. De bedoeling was een gecontroleerde explosie,  maar de kracht werd daarbij onderschat. De explosie had een enorme drukgolf tot gevolg en een aantal basaltblokken werden de lucht ingeblazen. Twee huizen werden tot ruïne verwoest, het dak van het toenmalige café werd verwoest en meerdere huizen raakte licht beschadigd.

## Molen
Ten noordoosten van Dijksterburen staat de molen De Eendracht. Het betreft een poldermolen die in 1872 de polder De Eendracht is gaan bemalen. De Eendracht werd in 1975 gerestaureerd en is eigendom van de Stichting De Fryske Mole. De molen is sinds 2006 door de Wetterskip Fryslân aangewezen tot reservegemaal, in geval van ernstige wateroverlast.
Steden: Bolsward · Hindeloopen · IJlst · Sneek · Stavoren · Workum

Dorpen en gehuchten: Abbega · Allingawier · Arum · Blauwhuis · Bozum · Breezanddijk · Britswerd · Burgwerd · Cornwerd · Dedgum · Deersum · Edens · Exmorra · Ferwoude · Folsgare · Gaast · Gaastmeer · Gauw · Goënga · Greonterp · Hartwerd · Heeg · Hemelum · Hennaard · Hichtum · Hidaard · Hieslum · Hommerts · Idsegahuizum · IJsbrechtum · Indijk · It Heidenskip · Itens · Jutrijp · Kimswerd · Kornwerderzand · Koudum · Kubaard · Loënga · Lollum · Longerhouw · Lutkewierum · Makkum · Molkwerum · Nijhuizum · Nijland · Offingawier · Oosterend · Oosterwierum · Oosthem · Oppenhuizen · Oudega · Parrega · Piaam · Pingjum · Poppingawier · Rauwerd · Rien · Roodhuis · Sandfirden · Scharl · Scharnegoutum · Schettens · Schraard · Sijbrandaburen · Terzool · Tirns · Tjalhuizum · Tjerkwerd · Uitwellingerga · Waaxens · Warns · Westhem · Wieuwerd · Witmarsum · Wolsum · Wommels · Wons · Woudsend · Zurich

Buurtschappen: Abbegaasterketting · Anneburen · Arkum · Atzeburen · Baarderburen · Baburen · Bernsterburen · De Bieren · De Blokken · De Hel · De Grits · De Kat · De Klieuw · De Polle · De Wieren · Dijksterburen · Doniaburen · Draaisterhuizen · Driehuizen · Eemswoude · Engwerd · Engwier · Exmorrazijl · Feyteburen · Flansum · Galamadammen · Gooium · Grauwe Kat · Grote Wiske · Grotewierum · Harkezijl · Hayum · Hemert · Hidaarderzijl · Hoekens · Hornsterburen · Idzega · Idserdaburen · Indijk (Bozum) · Jet · Jonkershuizen · Jousterp · Jouswerd · Kampen · Kleine Gaastmeer · Kleine Wiske · Kleiterp · Kooihuizen · Koufurderrige  · Kromwal · Koudehuizum · Laaxum · Laad en Zaad · Lippenwoude · Lytshuizen · Makkum (Bozum) · Meilahuizen · Montsamaburen · Nijeburen · Nijeklooster · Nijezijl · Oosthem (Witmarsum) · Osingahuizen · Piekezijl · Remswerd · Rijtseterp · Scharneburen · Schrok · Sieswerd · Sjungadijk · Smallebrugge · Sotterum · Speers  · Strand · Swaanwerd · Swarte Beien · Tsjerkebuorren · Vierhuizen · Viersprong · Vijfhuis · Vissersburen  · Het Vliet· Westerlittens · Wolsumerketting · Wonneburen · Ypecolsga

 Voormalige buurtschappen: Aaksens · Angterp · De Band · Barsum · De Bird · Bittens · Bloemkamp · Bootland · Bovenburen · Doniawier · Goëngamieden · Hiddum · Houw · Knossens · De Nes · Ottenburen · Sandfirderrijp · Slijp · Spijk · De Weeren 

Friesland: Steden en dorpen      Nederland: Provincies · Gemeenten